# Edelareberg
De Edelareberg of Kerselareberg is een heuvel met een hoogte van 86 meter in de Vlaamse Ardennen nabij Edelare (in de gemeente Oudenaarde). Op de top ligt het bedevaartsoord Kerselare met de Onze-Lieve-Vrouw van Kerselarekapel. Op de flanken liggen het Kezelfort en Villa Louisa.

## Wielrennen
De heuvel kan vanuit verschillende richtingen beklommen worden. In wijzerzin zijn dit de hellingen Eikenberg, Ladeuze, Achterberg en de helling 'Edelareberg' (via de N8).

### Helling 'Edelareberg'
De helling is in totaal 36 maal opgenomen in de Ronde van Vlaanderen, waarbij onderscheid dient te worden gemaakt in de periode vóór 1970 en daarna. In de beginjaren vormde de helling een geducht trio met de Kwaremont en de Kruisberg.
De Edelareberg van voor 1970 is in totaal 32 maal (1930-1955 en 1961-1966) opgenomen in de Ronde. De helling bestond uit een brede kasseiweg met een haarspeldbocht, deels met verhard fietspad er naast. Het moeilijkste deel was de laatste 200 meter vanwege het zeer slechte wegdek en de forse stijging.
Van 1930-1949 was de Edelareberg altijd de laatste klim na de Kruisberg. Van 1950-1955 werd hij nog steeds voorafgegaan door de Kruisberg, maar werd hij daarna nog gevolgd door de Muur (1950-1952) of de Kloosterstraat (1953-1955).
Van 1961-1966 lag de Edelareberg gesitueerd tussen de Kruisberg en de Valkenberg.
Vanaf 1970 is de helling geasfalteerd en is ook de haarspeldbocht verdwenen. De Edelareberg is vanaf 1970 drie maal (1970, 1971 en 1973) beklommen, maar niet in het wedstrijdboek als officiële helling opgenomen.
In 1970 lag de klim gesitueerd tussen de Kruisberg en de Steenbeekberg, in 1971 tussen de Kruisberg en de Stokstraat en in 1973 tussen de Kruisberg en de Varentberg. In 2018 werd ze weer eens opgenomen in de Ronde, als 3e helling tussen de Kortekeer en de Wolvenberg.
Daarnaast is de helling opgenomen geweest in de wielerklassieker Gent-Wevelgem, in 1945, in 1946 en in 1977. Ook is ze voor 1970 opgenomen geweest in de Omloop Het Volk en Dwars door België.
De helling wordt tegenwoordig vaker opgenomen in Kuurne-Brussel-Kuurne, Dwars door Vlaanderen, de Driedaagse van De Panne-Koksijde en Nokere Koerse. In 2014 was ze onderdeel van de 5e etappe van de Eneco Tour.
De helling is als afdaling ook opgenomen in de rode lus van de recreatieve fietsroute Ronde van Vlaanderenroute.